# 凹尾裸棘杜父魚
凹尾裸棘杜父魚，為輻鰭魚綱鮋形目杜父魚亞目杜父魚科的其中一種。分布於西北太平洋區，包括韓國、日本及鄂霍次克海等海域，屬底棲魚類，深度約水深0至300公尺，體長可達32公分，可做為食用魚。